# Христианин

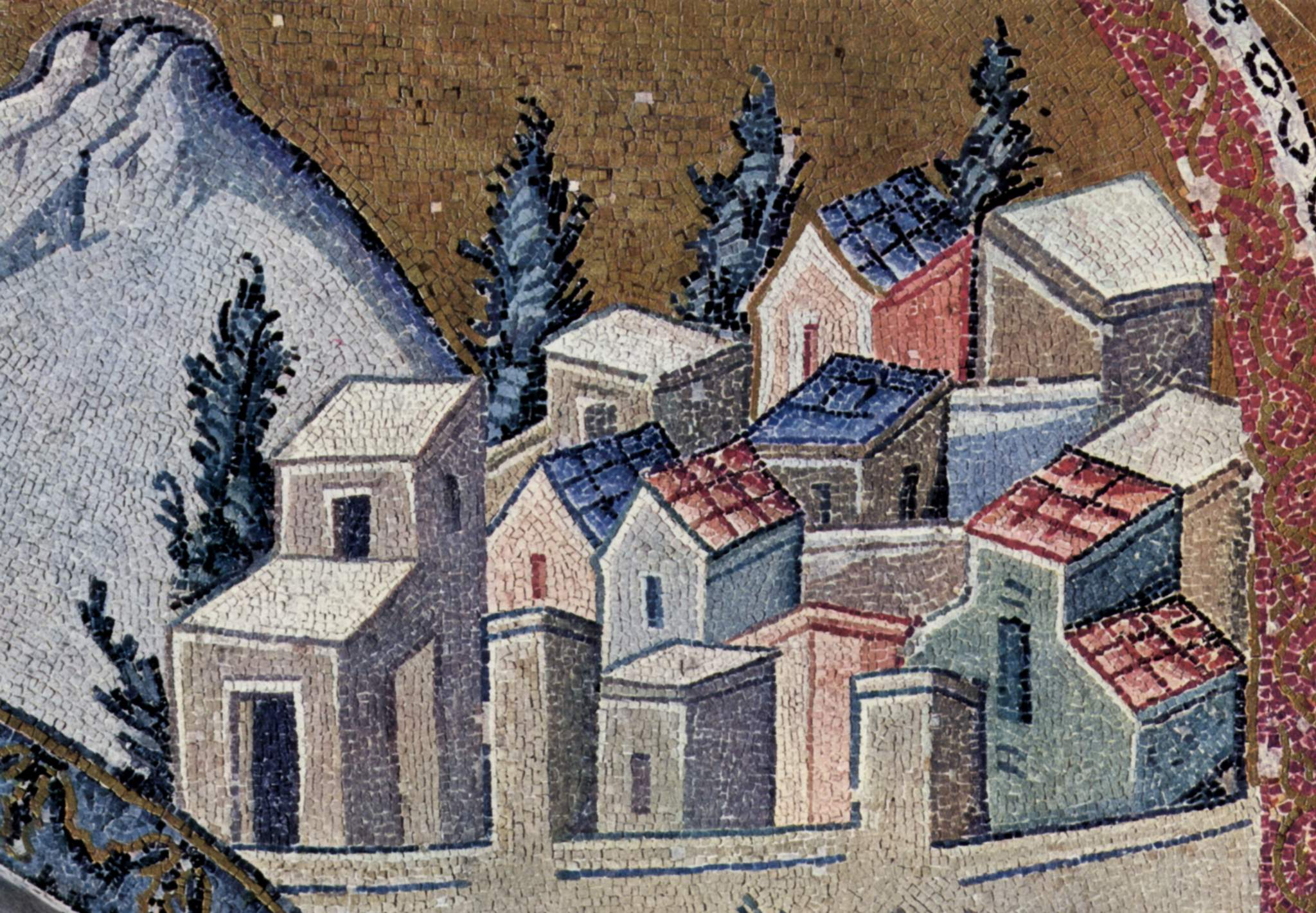
Назарет на византийской мозаике в монастыре Хора, Стамбул. Назарет описывается как дом детства Иисуса. Многие языки используют слово «назарянин» как общее обозначение для христианской веры

Христиани́н (от др.-греч. Χριστιανός; лат. christianus, сир. ܟܪܣܛܝܢܐ) — человек, исповедующий христианство. Христиане исповедуют, что Иисус из Назарета есть Мессия, Сын Божий и Спаситель человечества, который, будучи распят на кресте, воскрес и вознёсся на небо во плоти, своей крестной жертвой искупив грехи человечества и открыв людям путь к спасению. Христиане верят в его историчность. В большинстве направлений христианства центральным является учение о Троице, трёх Лицах единого по существу Бога — Бог-Отец, Бог-Сын (Иисус Христос) и Святой Дух (Дух Божий).

## Этимология

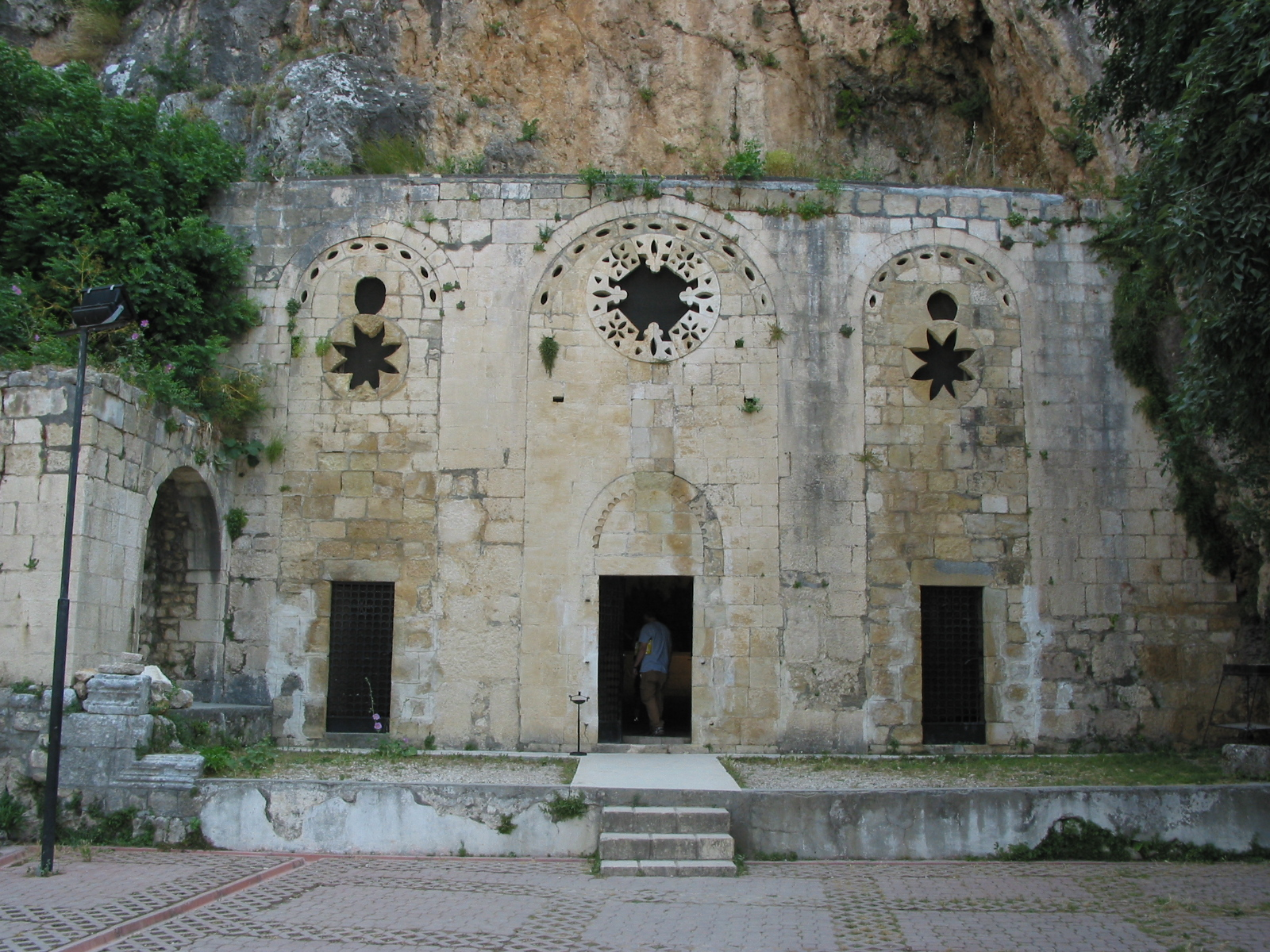
Церковь Святого Петра около Антиохии (современная Антакья), города, где ученики были названы «христианами»

Слово происходит от греческого Χριστιανός («христианин, последователь Помазанника»), образованного на основе греческого языка:
1. Основа слова — Χριστός (Христос) греческого происхождения, что означает «Помазанник»[4]. В греческом переводе Библии слово Христос было использовано для передачи еврейского слова מָשִׁיחַ‬ (маши́ах — «Мессия»), имеющего то же значение «Помазанник»[5].
2. Окончание -ιανός латинского происхождения. Использовалось при обозначении чьего-либо приверженца. Употреблялось применительно к рабам или вольноотпущенникам знатных семейств в Римской империи, или же означало принадлежность к той или иной партии, например, «партии Юлия Цезаря». Приверженцев Цезаря (Ке́саря) называли «цезарианцами» (кайсариано́с), то есть «людьми Цезаря».

Первое известное использование слова христиано́с в контексте священных писаний можно найти в Новом Завете (Деян. 11:26, 26:28; 1Пет. 4:16). Последователи Иисуса Христа впервые были названы «христианами» в Антиохии, потому что своим поведением, действиями и словами стремились уподобиться Иисусу Христу. (Известно, что Антиохийцы славились своим обычаем давать людям насмешливые клички. Когда впоследствии Антиохию посетил бородатый император Юлиан, они окрестили его кличкой «Козёл».) Сначала это слово использовалось язычниками Антиохии как насмешливое прозвище, но затем христиане приняли его и стали употреблять как самоназвание. Это прозвище буквально значило «принадлежащие группе Христа» или «последователи Христа», что довольно близко к определению современного толкового словаря. Иудейский царь сказал, что апостол Павел почти убедил его «стать христианином».
Также в раннеапостольском произведении Дидахе (глава 12) употреблено название «христианин» (Χριστιανός), а также название мошенника, выдающего себя за христианина, как «христопродавец» (χριστέμπρός).
Первое употребление термина вне Библии принадлежит врагу христиан, современнику Нерона, римскому историку Тациту, который отметил, что император обвинил «христиан» в Большом пожаре Рима в 64 году н. э.

## Об объёме понятия

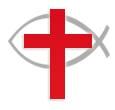
Латинский крест и Ихтис — 2 символа, часто используемые христианами для представления их религии

Евангелие содержит множественные высказывания о христианах, учениках Христа. В общем, учеником признаётся не тот, кто на словах признает Христа, но тот, кто исполняет волю Отца Небесного (Мф. 12:49—50).
Среди представителей христианских конфессий существуют разные мнения по вопросу о том, кто может считаться христианином. В частности, их катехизисы и мнения авторитетных представителей могут быть сведены к следующему:
1. Католицизм[9].
2. Православие[10][11][12][13].
3. Протестантизм: лютеранство[14][15], адвентисты седьмого дня[16][17], пятидесятники[18], баптисты[19][20].

## В других языках
Во всех европейских языках это слово звучит аналогично, например, Chrétien (кретьен) во французском языке. В китайском языке слово 基督徒 означает буквально «последователь Христа».
Поскольку определение «Христос», связанное с Иисусом, не принято в талмудическом иудаизме, на иврите христиане называются ноцрим («назаретяне»), поскольку Иисус вырос в Назарете.
Среди арабов (будь то христиане, мусульмане или принадлежащих к другим религиям), а также в других языках, испытывающих влияние арабского (в основном мусульманская культура оказывает влияние через арабский язык, как богослужебный язык ислама), обычно используются 2 слова для обозначения христиан: 1) «назаретяне» (نصراني‎) и 2) масиха (مسيحي‎), имеющее смысл последователей Мессии. Там, где есть различия, «назаретяне» относится к людям с христианской культурой, а «масиха» — с религиозной верой в Иисуса. В некоторых странах «назаретяне» зачастую используется в общем смысле для обозначения не мусульманских белых людей. Ещё одно арабское слово, иногда используемое для христиан, особенно в политическом контексте, является салиба. Оно относится к крестоносцам и имеет негативный оттенок.

## Социальный портрет современного христианина
На декабрь 2012 года в мире проживало 2,2 млрд христиан. Последователей Христа можно было встретить во всех 232-х странах мира. Большинство христиан (64%) проживало в городах. Средний возраст христианина составлял 30 лет. При этом 565 млн современных[когда?] христиан — дети до 15-и лет. Ожидаемая продолжительность жизни христианина соответствует среднемировому значению — 68 лет (2001 год). По индексу развития человеческого потенциала христиане находятся выше, чем «не христиане» (0,73 и 0,58 соответственно). Аналогично, уровень грамотности у христиан выше, чем у «не христиан». Читать и писать умеют 88% взрослых христиан и 81% взрослых христианок (для «не христиан» уровень грамотности равен 78% и 60% соответственно).

## Преследования
По оценке, проведённой в 2017 году правозащитной общественной организацией «Open Doors», примерно 260 миллионов христиан ежегодно подвергаются «сильным, очень сильным или экстремальным преследованиям», а Северная Корея была признана самой опасной страной для христиан.
В 2019 году в отчёте, подготовленном по поручению министра иностранных дел Великобритании и посвящённом глобальным преследованиям христиан, отмечается, что религиозные гонения усилились и наиболее распространены, в частности, на Ближнем Востоке, в Северной Африке, Индии, Китае, Северной Корее и Латинской Америке. Также подчёркивается, что эти преследования носят глобальный характер и не ограничиваются исламскими государствами. В ходе исследования было установлено, что примерно 80 % всех преследуемых верующих в мире — христиане.